# Меликсетян, Хачик Амаякович
Ха́чик Амая́кович Меликсетя́н (25 декабря 1920, Армения — 13 января 1974) — командир орудия 138-го гвардейского артиллерийского полка, гвардии старший сержант — на момент представления к награждению орденом Славы 1-й степени.

## Биография
Родился 25 декабря 1920 года в селе Сочлу (ныне — Арагацотнской области Армении). Армянин. Окончил 8 классов. Работал плотником в строительном управлении Еревана.
В 1940 году был призван в Красную армию Кировским райвоенкоматом. В боях Великой Отечественной войны с июня 1941 года. В июле и августе 1941 года был ранен. После госпиталя вернулся на фронт. Воевал в артиллерии. Член ВКП/КПСС с 1942 года.
Участвовал в Сталинградской битве. К началу 1943 года воевал в составе 304-й стрелковой дивизии, разведчиком-наблюдателем артиллерийского полка. В бою 10 января красноармеец Меликсетян, ведя наблюдение за противником, обнаружил три пулемётные точки, точно доложил их координаты на батарею. За это бой получил первую боевую награду — медаль «За отвагу».
21 января дивизия, в которой воевал Меликсетян, была преобразована в гвардейскую и стала 67-й гвардейской стрелковой дивизией. В составе 138-го гвардейского артиллерийского полка артиллерист Меликсетян прошёл до конца войны.
Особо отличился в сражении на Курской дуге. Во время боёв с 4 по 7 июля 1943 года в районе сёл Драгунское и Сырцево гвардии ефрейтор Меликсетян, действуя как наводчик орудия, отбивая атаки врага, уничтожил 7 танков, из них два танка T-VI «Тигр», артиллерийскую и миномётную батареи, 6 пулемётных точек, 10 автомашин и до 300 противников. Неоднократно, с риском для жизни, выводил орудие на прямую наводку. Командиром полка был представлен к награждению орденом Красного Знамени, но командующим Воронежским фронтом генералом Ватутиным статус награды был повышен, и гвардии ефрейтор Меликсетян был награждён орденом Ленина.
В дальнейшем в составе своего полка участвовал в боях за освобождение Белоруссии, Прибалтики, бил врага в Восточной Пруссии.
17 декабря 1943 года гвардии ефрейтор Меликсетян в составе расчёта отличился в бою у города Невель. В критический момент боя выкатил орудие на прямую наводку и открыл огонь по противнику. Атака была отбита. Приказом командира 67-й гвардейской стрелковой дивизии от 2 января 1944 года за мужество, проявленное в боях с врагом, гвардии ефрейтор Меликсетян награждён орденом Славы 3-й степени.
Гвардии младший сержант Меликсетян при разгроме невельской группировки противника 22 января 1944 года у села Блины уничтожил с расчётом пять огневых точек врага, миномёт, свыше десяти солдат, разрушил три блиндажа. Приказом по 6-й гвардейской армии от 3 марта 1944 года младший сержант Меликсетян награждён орденом Славы 2-й степени.
В июльских боях 1944 года командир орудия гвардии старший сержант Меликсетян со своим расчётом уничтожил 2 средних танка и 2 самоходных орудия «Фердинанд». 5 октября 1944 года в ходе боя северо-восточнее города Тельшяй, ведя огонь прямой наводкой, ликвидировал расчёт пулемёта и наблюдателя-корректировщика вражеской батареи. В ночь на 8 октября 1944 года расчёт северо-западнее города Шяуляй скрытно подкатил орудие к расположению противника и огнём в упор поджёг штурмовое орудие, истребил до взвода пехоты противника, захватил богатые трофеи. Всего к октябрю 1944 года Меликсетян имел на своём счету 14 сожженных вражеских танка, из них 7 тяжёлых типа «Тигр».
Указом Президиума Верховного Совета СССР от 24 марта 1945 года за мужество, отвагу и героизм, , гвардии старший сержант Меликсетян Хачик Амаякович награждён орденом Славы 1-й степени. Стал полным кавалером ордена Славы.
В 1946 году старший сержант Меликсетян был демобилизован. Жил в Ереване, работал бригадиром столяров в горстрое. Умер 13 января 1974 года.
Награждён орденом Ленина, орденами Славы 1-й, 2-й и 3-й степени, орденом Отечественной войны 2-й степени, медалями, в том числе «За отвагу».